# گیژیگا
گیژیگا (به لاتین: Gizhiga) یک منطقهٔ مسکونی در روسیه است که در استان ماگادان واقع شده‌است. گیژیگا ۹۸ نفر جمعیت دارد و ۱ متر بالاتر از سطح دریا واقع شده‌است.